# Сенгилейка
Сенгилейка (также Сенгилей) — река в России, протекает по Сенгилеевскому району Ульяновской области. Устье реки находится в 1569 километрах от устья Волги. Длина реки составляет 17 км.

## Этимология
Название реки Сенгилей восходит к морд.-эрз., сянг — «приток» и лей — «река». От наименования реки произошло название одноименного города Сенгилей.

## Данные водного реестра
По данным государственного водного реестра России относится к Нижневолжскому бассейновому округу, водохозяйственный участок реки — Куйбышевского водохранилища от посёлка городского типа Камское Устье до Куйбышевского гидроузла, без реки Большой Черемшан. Речной бассейн реки — Волга от верхнего Куйбышевского водохранилища до впадения в Каспий.
Код объекта в государственном водном реестре — 11010000512112100004710.